# 松浪りさ
松浪 りさ（まつなみ りさ、1982年3月31日 - ）は、日本で活動していたタレント。本名：松浪 里早（読み同じ）。
2008年時点での身長は158センチメートル、靴のサイズは23センチメートル、スリーサイズはバスト80センチメートル、ウエスト56センチメートル、ヒップ82センチメートル。

## 略歴
大阪府出身。アイドル育成サイト・デジドルエッグの2期生で、脚本家の秦建日子が主宰する演劇ワークショップ・TAKE1の1期生。TAKE1での同期生に大櫛エリカ、松原渓、山口日記がいる。
TAKE1を卒業後、松竹芸能に所属。同事務所ではたまちゃん、林亜衣子（後の林あい）と3人でお笑いユニット・松田まりんを結成して活動していたほか、芸能人女子フットサルチーム・蹴竹Gのメンバーも務めていた。

## 出演

### テレビドラマ
- ウエディングプランナー SWEETデリバリー（フジテレビ、2002年）
- こちら本池上署（TBSテレビ、2005年8月22日）

### テレビ番組
- まるはぎ（テレビ東京） - レギュラーリポーター
- てれ玉（テレビ埼玉） - リポーター
- 週刊Toku Tokuマガジン（横浜ケーブルビジョン、2007年から） - リポーター

### CM
- ケープ「ナチュラル＆ハードふわっとニュアンス」編（花王）
- カール（明治製菓）
- ノーシンピュア（アラクス）
- NTTドコモ東海
- 東京トヨペット インフォマーシャル

### 舞台
- 恋するクランケにキスと包帯を
- 地図

### 映画
- 三年身籠る（ゼアリズエンタープライズ、2006年）[2]